# Siechenkapelle (Geislingen an der Steige)

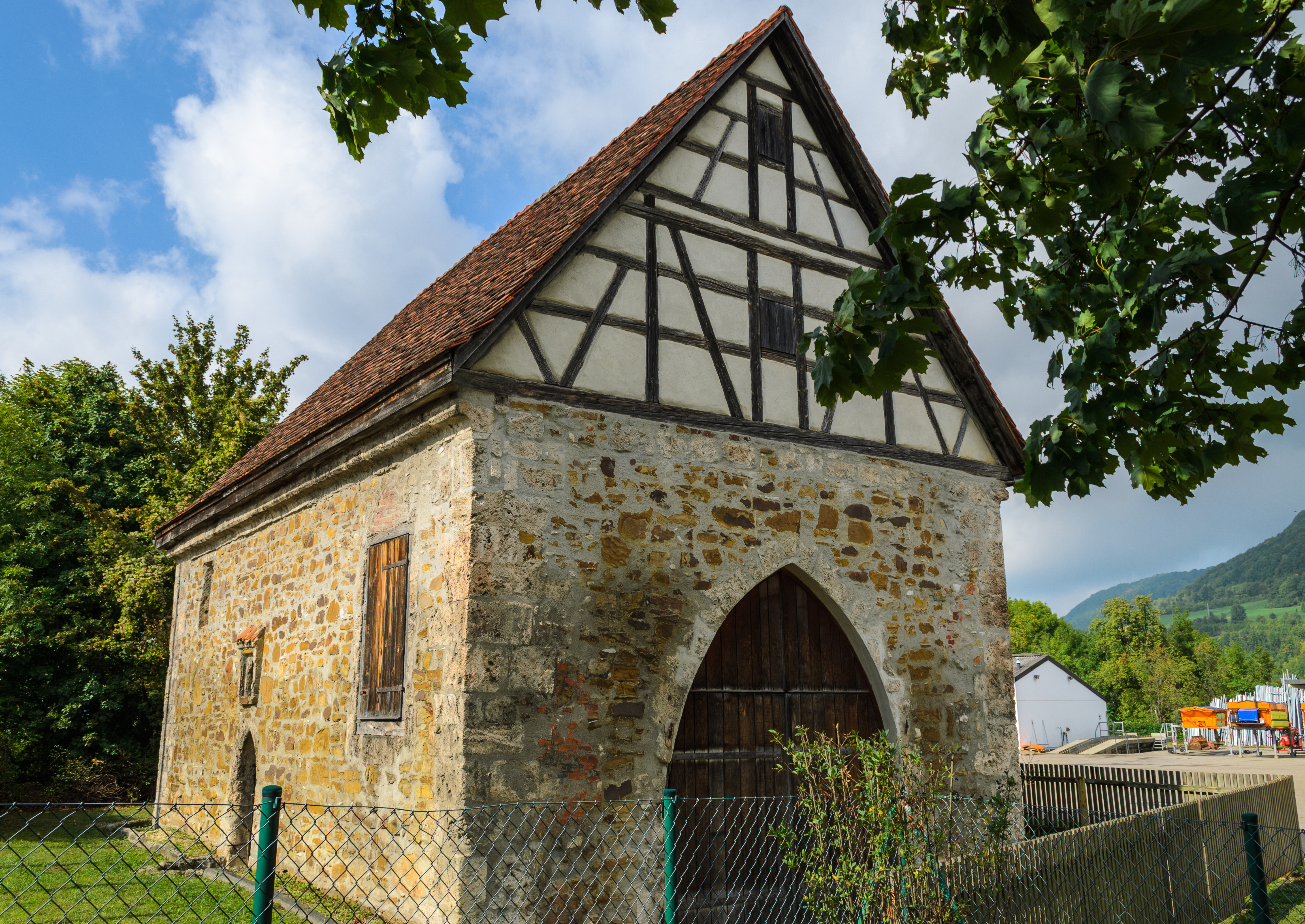
Siechenkapelle in Geislingen an der Steige

Die im Spätmittelalter errichtete Siechenkapelle in Geislingen an der Steige, einer Stadt im Landkreis Göppingen in Baden-Württemberg (Deutschland), ist ein geschütztes Baudenkmal. Die Kapelle wurde von der Denkmalstiftung Baden-Württemberg zum „Denkmal des Monats Januar 2013“ ernannt.

## Geschichte

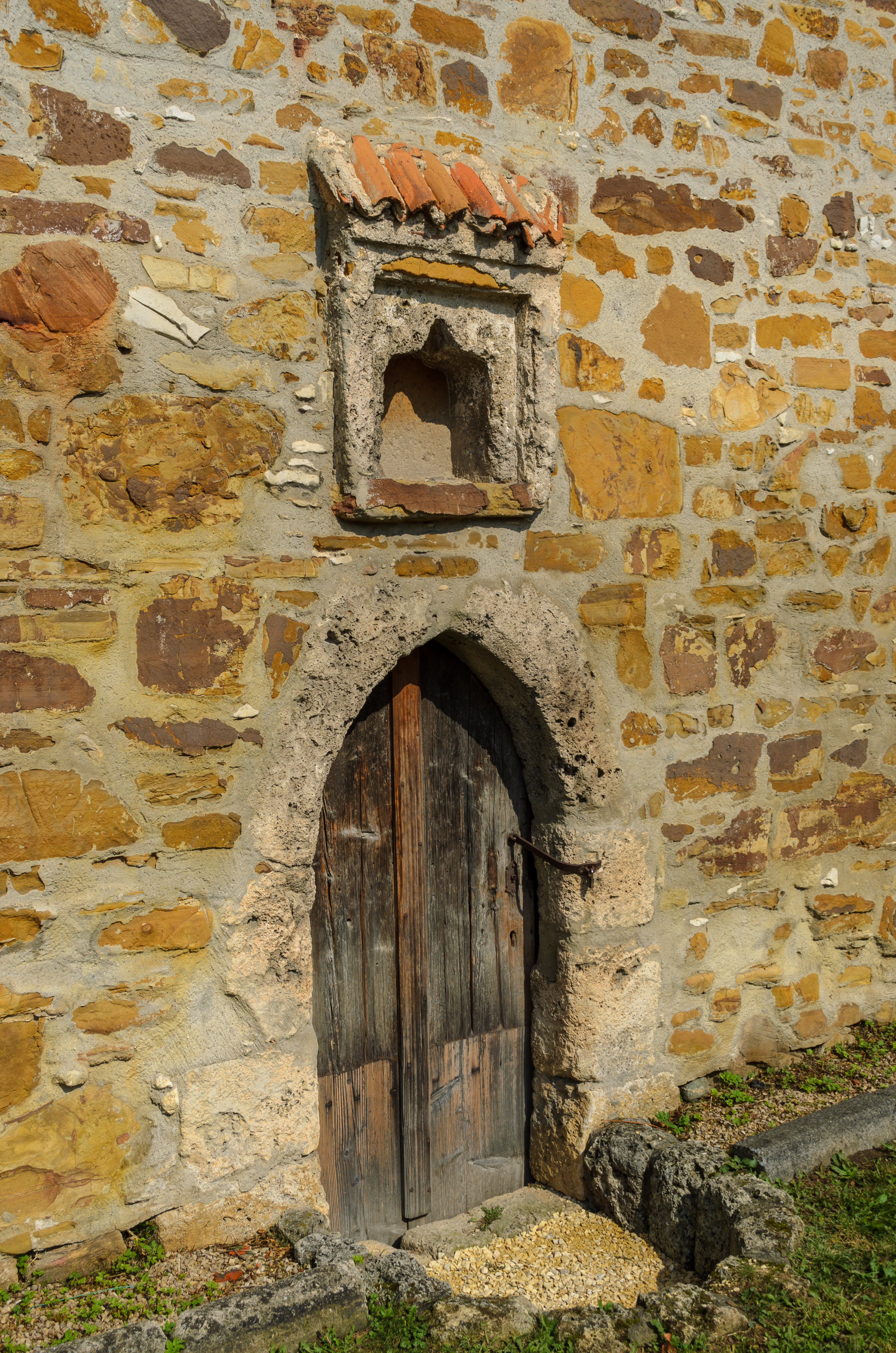
Westportal

Die Siechenkapelle ist der Rest eines 1398 erstmals erwähnten Siechenhauses, das 1811 abgebrochen wurde. Die Kapelle sollte im Jahre 1993 vom damaligen Eigentümer, der Bundesrepublik Deutschland, abgebrochen werden. Durch die Initiative des Kunst- und Geschichtsvereins Geislingen und ein Verwaltungsgerichtsverfahren konnte dies verhindert werden. Die Stadt Geislingen erwarb daraufhin die Kapelle für den symbolischen Betrag von einer D-Mark.

## Beschreibung
Die Kapelle ist ein spätgotischer Saalbau mit Wandmalereien, die den Passionszyklus, das Jüngstes Gericht sowie die Auferstehung Jesu Christi darstellen. Auf dem massiven Erdgeschoss steht das Dachgeschoss in Fachwerkbauweise. Die Kapelle wird von einem Satteldach gedeckt.